# Клочков, Владимир Васильевич
Владимир Васильевич Клочков (1924—2007) — полковник Советской Армии, участник Великой Отечественной войны, Герой Советского Союза (1943).

## Биография
Владимир Васильевич Клочков родился 12 марта 1924 года в селе Василёво (ныне — город Чкаловск Нижегородской области). Получил среднее образование. В августе 1942 года был призван на службу в Рабоче-крестьянскую Красную Армию. В 1943 году окончил Горьковское танковое училище. С июня того же года — на фронтах Великой Отечественной войны. Принимал участие в боях на 2-м Украинском, 2-м Прибалтийском и 1-м Белорусском фронтах. К октябрю 1943 года лейтенант Клочков командовал танком «Т-34» 219-й танковой бригады 1-го механизированного корпуса 37-й армии Степного фронта. Отличился во время битвы за Днепр.
В ночь с 1 на 2 октября 1943 года танк Клочкова в числе первых переправился через Днепр в районе села Мишурин Рог Верхнеднепровского района Днепропетровской области Украинской ССР. В боях на плацдарме все танки десанта, кроме танка Клочкова, были уничтожены. В одиночку танкисты захватили высоту 169,9 и закрепились на ней. Противник предпринял контратаку с целью отрезать Клочкова и его бойцов от переправлявшегося танкового батальона. Экипаж Клочкова подбил головную и хвостовую машину танковой колонны противника, обездвижив колонну, благодаря чему батальон одержал победу. В тех боях погиб весь экипаж Клочкова, а сам он получил тяжёлое ранение, но продержался до подхода основных сил.
Указом Президиума Верховного Совета СССР от 20 декабря 1943 года за «образцовое выполнение боевых заданий командования на фронте борьбы с немецкими захватчиками и проявленные при этом мужество и героизм» лейтенант Клочков был удостоен звания Героя Советского Союза с вручением ордена Ленина и медали «Золотая Звезда» за номером 3328.
После окончания войны продолжил службу в Советской Армии. В 1949 году окончил Военную академию бронетанковых и механизированных войск. С 1957 года преподавал в Саратовском танковом, затем в Саратовском артиллерийско-техническом, Пермском высшем военном инженерном училищах. В сентябре 1978 года в звании полковника был уволен в запас. Проживал в Перми. В 2002 году вернулся на родину. Умер 6 июня 2007 года, похоронен в Чкаловске на городском кладбище.
Кандидат военных наук, доцент. Почётный гражданин Нижегородской области. Был также награждён орденами Отечественной войны 1-й степени и «За службу Родине в Вооружённых Силах СССР» 3-й степени, рядом медалей.